# いっかくじゅう座アルファ流星群
いっかくじゅう座アルファ流星群（いっかくじゅうざアルファりゅうせいぐん、国際略号 AMO、IAU番号 246）は、11月に活動する流星群。11月15日から11月25日に活動し、極大は11月21日または11月22日。速度は65 km/sと、流星群の速度の限界である73 km/sに近い。通常天頂出現数 (ZHR), は低いが、ときに1時間足らずの間に記録的な流星嵐をもたらす。このような流星嵐は1925年、1935年、1985年、1995年に観測された。1925年と1935年の流星嵐は1,000 ZHRに達した。ピーター・ジェニスケンは、長周期彗星のダストトレイルが、ときどき惑星の摂動により地球の公転軌道に入ってくることにより流星嵐が引き起こされるとの仮定のもと、1995年の流星嵐を予測した。ジェニスケンはスペイン南部で、ドイツ流星協会の観測者チームの補助を受けて観測している最中に、流星物質が長周期彗星の軌道を移動していることを確認した。1995年の流星嵐で、研究者は正確な流星群の放射点や、極大時の太陽経度を決定することができ、極大になっている時間が1時間未満と短いことも分かった。母天体は、長周期彗星だと考えられているが、未確定である。
2019年、ジェニスケンとエスコ・ライチネンは、協定世界時2019年11月22日4時50分（東部標準時11月21日23時50分）ごろに流星嵐が始まると予測した。流星嵐は15分ほど続き、1995年の流星嵐と同様に、1時間あたり400以上の流星が出現すると予測された。しかし、協定世界時5時ごろの極大では、予測されていた数よりずっと少ない数の流星しか現れなかった。